# Minamiizu
Minamiizu (japanska: 南伊豆町?, Minamiizu-chō) ("Södra Izu") är en landskommun i Shizuoka prefektur i Japan. 